# Ferenc Csik
Pour les articles homonymes, voir Csik.
Dans le nom hongrois Csik Ferenc, le nom de famille précède le prénom, mais cet article utilise l’ordre habituel en français Ferenc Csik, où le prénom précède le nom.
Ferenc Csik, né le 12 décembre 1913 à Kaposvár et décédé le 29 mars 1945  à Sopron, est un nageur hongrois.
Il a participé aux Jeux olympiques d'été de 1936 à Berlin. Il y remporta la médaille d'or du 100 mètres nage libre. Lors de ces mêmes jeux, il obtint la médaille de bronze en relais 4 × 200 mètres nage libre.
Csik est ensuite devenu médecin et est mort lors d'une attaque aérienne en aidant un homme blessé.

## Palmarès

### Championnats d'Europe
- Championnats d'Europe 1934 à Magdebourg ( Allemagne)
  -  Médaille d'or du 100 m nage libre.
  -  Médaille d'or du relais 4 × 200 m nage libre.